# Snowboard-Weltmeisterschaften 2027
Die 17. Snowboard-Weltmeisterschaften sollen 2027 im Montafon stattfinden. Sie sollen gleichzeitig mit den Freestyle-Skiing-Weltmeisterschaften 2027 abgehalten werden, somit gäbe es zum insgesamt sechsten Mal eine „Doppel WM“ aus Freestyle-Skiing und Snowboard. 

## Vergabe
Die Vergabe erfolgte im Oktober 2021 durch den Internationalen Skiverband. Das Montafon war dabei der einzige Bewerber für 2027.

## Wettkampfstätten
Die Bewerbe im Snowboardcross sollen am Grasjoch bei St. Gallenkirch stattfinden, Alpine Snowboard am Schafberg oberhalb von Gargellen, Slopestyle in der Silvretta Nova und Big Air in Tschagguns. Die Bewerbe in der Halfpipe werden als einzige außerhalb der Talschaft ausgetragen, sie finden in Kühtai in Tirol statt.